# Словотитло
Словотитла (срп. слово + грч. τίτλος знч. наслов; рус. буквотитл) су ћирилични дијакритички симболи који се пишу изнад слова а користе се у старословенским и црквенословенским текстовима да би скратили познату и честокоришћену реч како би се уштедело на простору.
Словотитла још увек нису кодирана у јуникоду, али постоји предлог Архивирано на веб-сајту  (30. септембар 2020).